# CRS = SS
CRS = SS, également orthographié CRS SS, CRS-SS, CRS,SS, est un slogan employé en France lors de manifestations depuis la 2e moitié du XXe siècle, parfois présenté comme un des slogans de Mai 68.
Il compare les méthodes répressives des CRS avec celles employées par les SS nazis. Le slogan nait pendant la grève des mineurs de 1948, mais a été essentiellement popularisé pendant les évènements de mai 1968, jusqu'à leur être très fortement associé.

## Historique

### Années 1940: contexte et genèse du slogan

#### 1944: création des CRS
Les Compagnies républicaines de sécurité ont été créées par un décret du 8 décembre 1944 à la suite de la dissolution des Groupes mobiles de réserve (GMR) qui furent créés en avril 1941 par le gouvernement de Vichy. Ce décret est confirmé par une ordonnance du 7 mars 1945 signée par le général de Gaulle.

Emblème des Compagnies républicaines de sécurité (CRS)

#### 1947: une image encore positive des CRS
En 1947, les CRS deviennent des forces de réserve nationales pour contrer les manifestations, grèves et émeutes. L'assimilation des CRS aux SS, si elle devient « constante en 1948 », surtout en novembre, tranche avec la position des cadres communistes ou cégétistes beaucoup plus modérée en 1947, selon la synthèse détaillée de l'historien Philippe Roger.
En 1947, la polémique publique est inverse. Le PCF défend les CRS, en partie issus des milices patriotiques de la Résistance, tandis que le gouvernement voit dans les fraternisations entre grévistes et policiers, plus idéalisées que réelles selon les historiens, la preuve des visées insurrectionnelles du PCF.
Le slogan ne naît pas en 1947, comme parfois avancé. Le slogan naît en novembre 1948, selon une enquête de France Culture.

#### 1948: répression des grèves de mineurs, guerre froide et naissance du slogan
C'est dès le début de la grève que l’association « CRS = SS » était apparue, selon un article publié le lendemain par la journaliste Simone Téry dans L’Humanité
. Selon cet article, dès le premier jour de la grève le 5 octobre, les mineurs appellent les forces de l’ordre "les CRSS", puis "le second jour, tout simplement les SS" après avoir appris la mort de Jersej Jamsek le 5 octobre à Merlebach lors d’une charge des CRS. Les autres premières violences et victimes n'étaient pas de la première région minière française, le Nord-Pas-de-Calais: le 22 octobre, jour où des mineurs prirent le contrôle complet de Montceau-les-Mines (Saône-et-Loire), faisant prisonniers les  15 policiers et 130 gendarmes conduits par leur colonel, non loin, à Firminy (Loire), Antonin Barbier et Marcel Goïo, sont les victimes de la répression de l'attaque d'un commando de francs-tireurs partisans (FTP) dirigé par Théo Vial-Massat, maire de la ville, suspendu peu après.

##### Durcissement des méthodes répressives

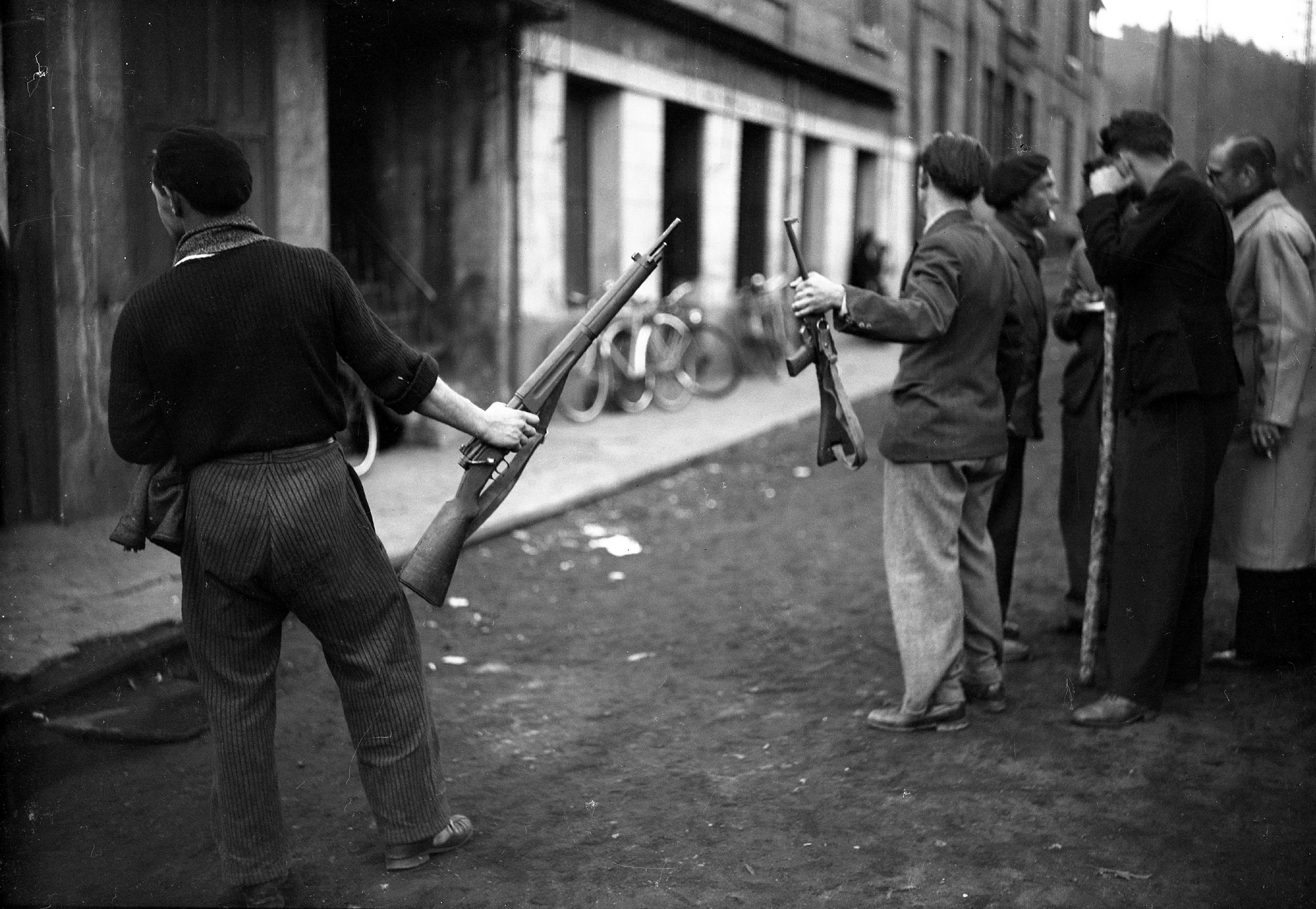
Des armes saisies aux forces de l'ordre par les mineurs lors des affrontements du 22 octobre 1948.

Dans un contexte de guerre froide naissante, le ministre socialiste Jules Moch purge en 1948 les éléments communistes des rangs des CRS,.Il faudra attendre les grèves de 1948 pour la « consécration pratique des CRS dans la gestion du maintien de l'ordre », confirmant leur« installation dans cette nouvelle spécialisation ». Leur ténacité leur a permis de « garantir le rétablissement de l’ordre » mais un « ensemble de représentations des CRS s’est alors rapidement disséminé en 1948 », année qui marqué « très fortement tant la hiérarchie CRS que l’ensemble de la population », notamment le fameux slogan "CRS = SS".

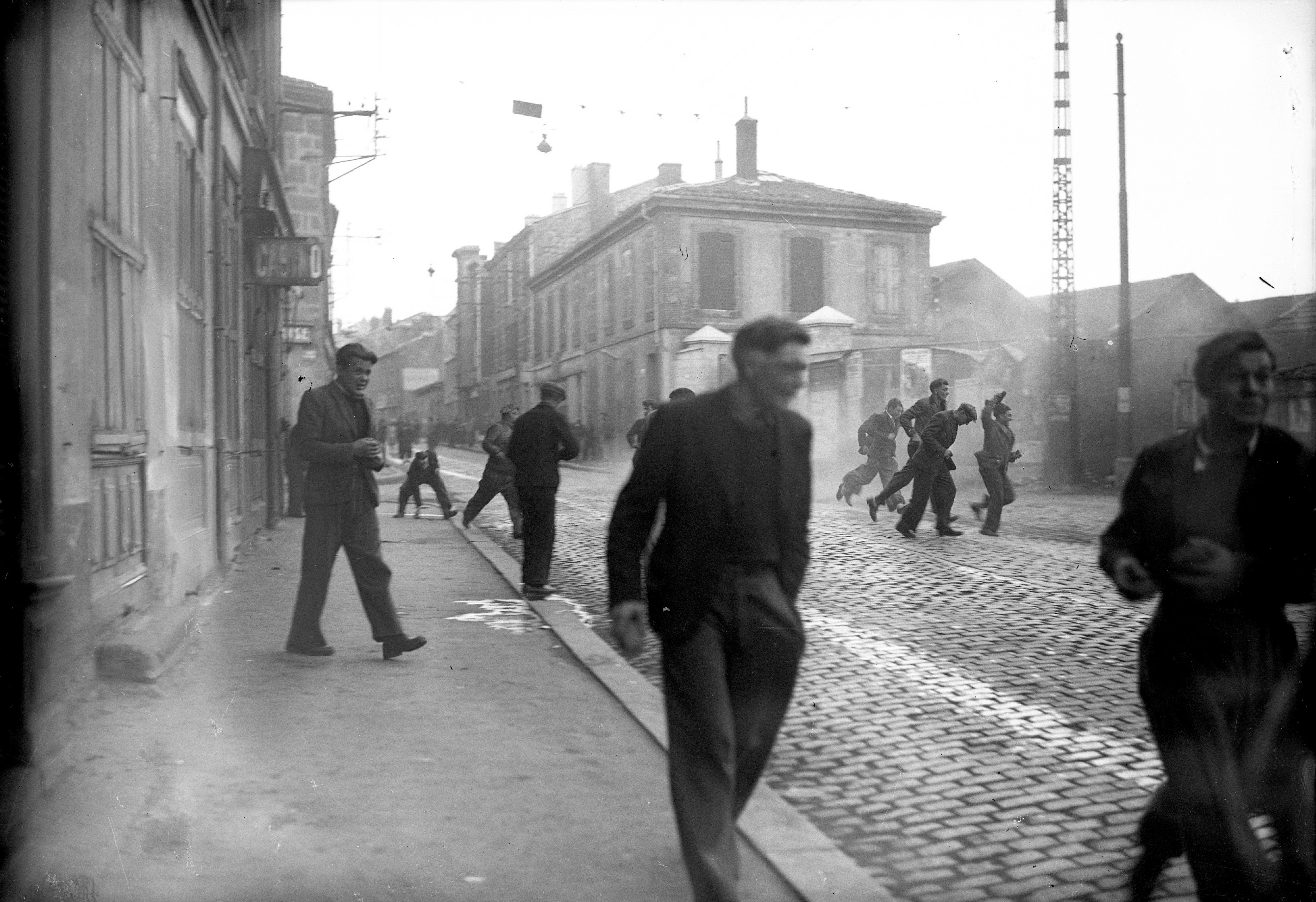
Heurts avec la police lors de la grève des mines du Puits Villiers le 20 octobre 1948.

##### Les grèves des mineurs (septembre à novembre) et le souvenir de 1941
C'est pendant cette grève, qui s'est étalé de septembre à novembre 1948 dans plusieurs régions de France, dont beaucoup de mineurs sont proches du parti communiste et de la CGT, que le slogan CRS = SS est né, pour dénoncer la dureté de la répression que les mineurs comparaient à celle qu'ils avaient subie lors de la grève de mai-juin 1941,,,.
Roger Pannequin, arrêté et torturé par la police française pendant la guerre, assimile totalement la police de Vichy et la police nationale d'après-guerre.
Le 21 octobre 1948, deux semaines après le début de la grande grève des mineurs, réprimée sur ordre du ministre socialiste Jules Moch qui envoie des blindés en Lorraine, deux mineurs de Firminy sont abattus par l'armée. Le maire de la ville est suspendu en raison de ces évènements, révoqué puis réélu.

##### Octobre - novembre 1948: la presse communiste popularise le slogan
Le 1er novembre, des blindés CRS ouvrent le feu à Liévin, blessant plusieurs grévistes,. La journaliste Simone Téry titre un billet "CRSS" dans l'édition du 5 novembre 1948 de Humanité,,. Elle y oppose le courage des mineurs et de leurs familles, à ceux que « dès le premier jour, la population a appelés les C.R.S.S. et, le second jour tout simplement les S.S. » 
Jusque-là l'insulte visait seulement le ministre de l'intérieur Jules Moch, en réaction aux 5 mineurs morts de la seconde quinzaine d'octobre 1948, dont 2 à Firminy, un à Alès et 2 dans le Nord. Dès le 30 octobre 1948, l'hebdomadaire communiste France nouvelle avait écrit que  « Comme au temps des pelotons d'exécution commandés par les Waffen SS [.] le massacreur J. Moch fait tirer ses CRS sur des poitrines françaises », puis le 4 novembre 1948, dans un article en première page de L'Humanité intitulé « Jules Moch joue au nazi ! », le secrétaire de la Fédération du Sous-Sol CGT Henri Martel le qualifiait  de « social-massacreur [.] aux mains tachées de sang des ouvriers ».
Une caricature de Jules Moch en première page de Clarté, le 14 novembre 1948 le présente comme « le chef des assassins SS ». Les 28 et 14 novembre 1948 dans ce journal, des textes anonymes comparent la grève à la situation sous l'occupation : « dans Bruay occupé ce n’est plus qu’arrestations et interdictions [et] aujourd’hui comme pendant les années terribles d’occupation les mêmes méthodes de brutalité sont employées contre nos camarades ».

### Années 1950: le slogan délaissé
En 1955, François Mitterrand juge ainsi le slogan : « Une rime riche, mais un contenu faible. »

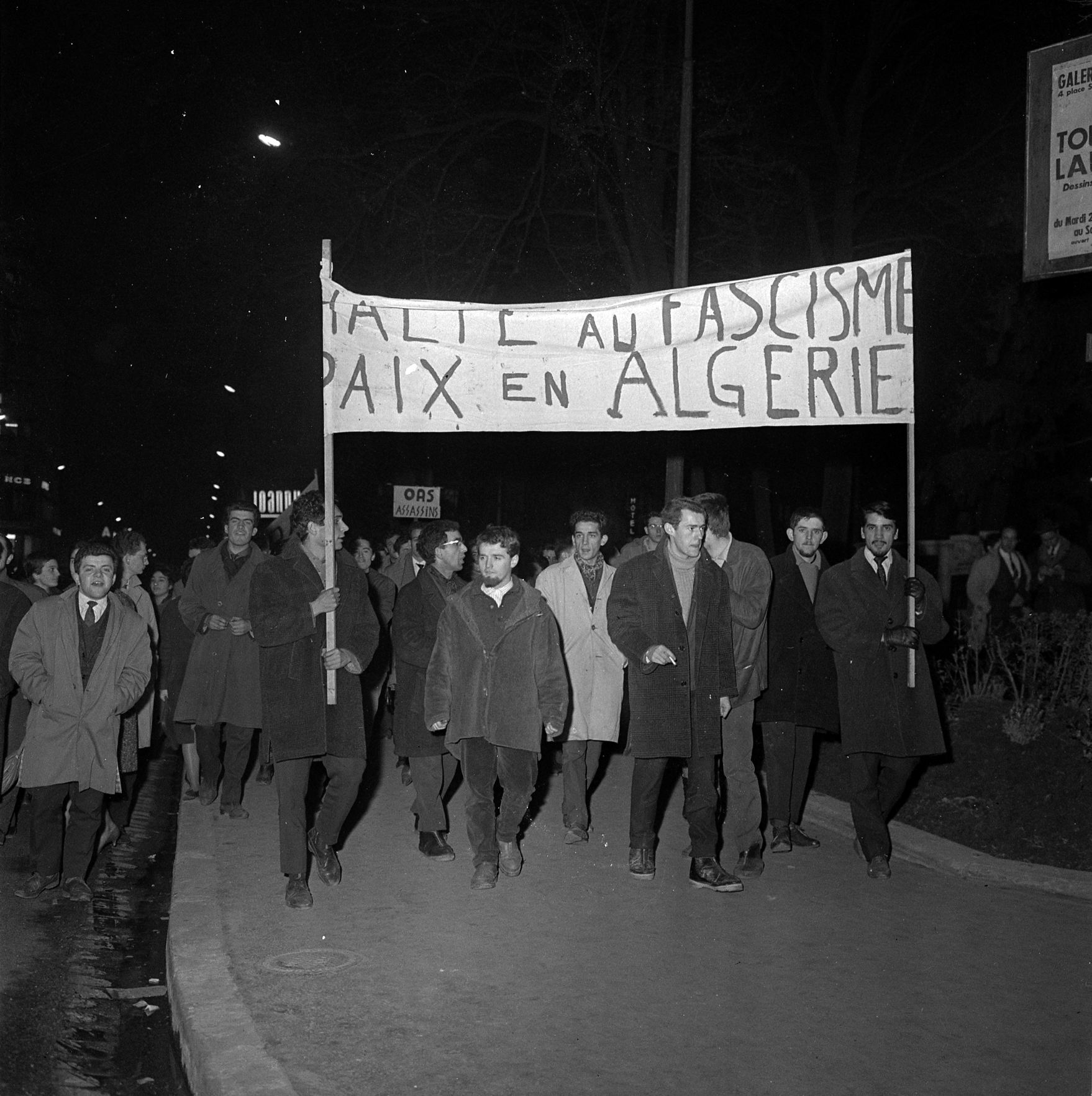
Manifestation contre l'OAS à Toulouse, le 16 janvier 1962.

### Années 1960: retour en force du slogan

#### Début des années 1960 et contexte de la guerre d'Algérie: le slogan revient
Le slogan se diffuse lors des manifestations et dans les milieux de contestation sociale, notamment dans le contexte de la guerre d'Algérie. Il est notamment entendu en octobre 1961, lorsque des Algériens sont jetés à la Seine par des membres des forces de l’ordre et après le massacre de Charonne, en 1962. Les répressions sanglantes opérées choquent une partie de la population et remettent au goût du jour le slogan.

#### Deuxième moitié des années 1960 et tensions sociales
Le slogan est scandé dans de nombreuses manifestations, à Paris et en province, dans un contexte de tensions sociales annonçant mai 1968.

#### Mai 1968: consécration du slogan

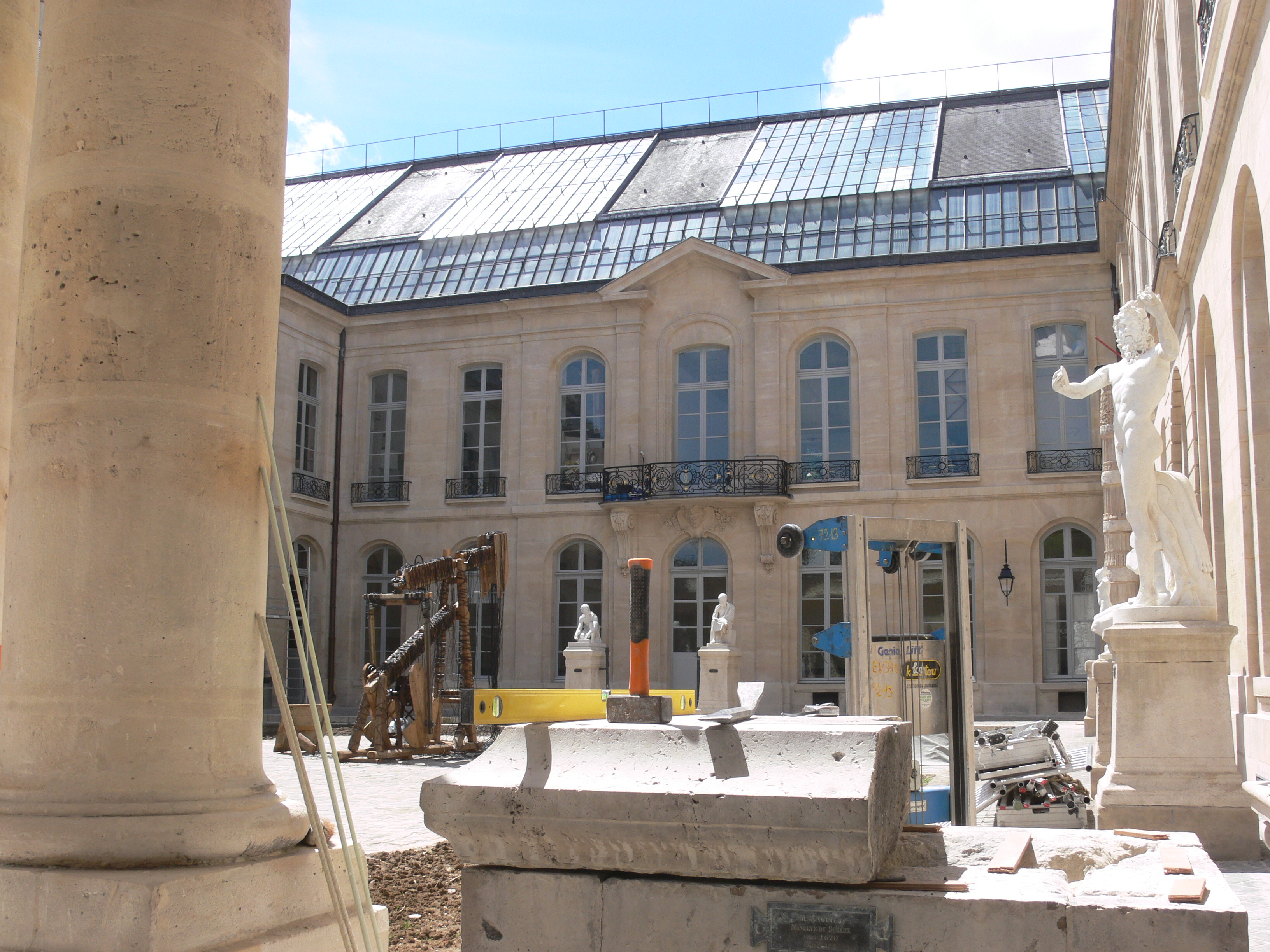
L'école des Beaux-Arts de Paris dans l'ancien hôtel de Chimay, où l'Atelier populaire a sérigraphié 415 affiches différentes.

Le slogan est scandé dès le 3 mai pendant les évènements de mai-juin 1968. Il se répand ensuite massivement, au fur et à mesure des affrontements avec les forces de l'ordre, et devient une référence du mouvement. Il est également affiché dans Paris à partir du 19 mai, notamment par le biais de "l'Atelier populaire" de l'atelier des Beaux-Arts de Paris et devient un des slogans les plus marquants.
Jacques Carelman était un militant de l'atelier de l’École des beaux-arts de Paris. Après avoir vu des CRS réprimer une manifestation, il y conçoit l'affiche "CRS SS", dont le tirage initial remonte au 19 mai 1968et dont la version originale ne mentionnait pas «SS» sur le bouclier.
Beaucoup ont cru à tort que le slogan était né pendant ces évènements.

### Depuis les années 1970: analyses postérieures et continuation du slogan

#### Analyses
Le slogan, associé aux évènements de mai 1968, a souvent paru excessif à de nombreux observateurs. Ainsi, Pierre Goldman déclare en 1975 : « Ils se croyaient dans la violence, dans l'insurrection, mais c'était des pavés qu'ils lançaient, non des grenades. CRS SS, disaient-ils. Ce cri névrotique, je le trouvais ridicule. Les CRS n'étaient pas des SS, eux n'étaient pas des partisans. »
En 1986, Daniel Cohn-Bendit, un des principaux protagonistes de Mai 68, déclare que le slogan s'est imposé dans « un besoin de simplifier la situation à un moment de crise ».
En 2017, Claude Askolovitch synthétise : « Et à l’époque, cela provoque la colère d’un professeur de Caen, le grand historien Pierre Chaunu, qui se souvenait, des années après, de son Mai 68 : « La réaction de Chaunu est typique, elle s’est imposée : on a pris le « CRS SS » comme la divagation de petits bourgeois révolté et irréels. La police, en mai 1968 avait été extrêmement mesurée, justement. Et elle l’est encore très largement. Mais en fait non, c’est un slogan très sérieux, parce que ça venait de plus loin, des affrontements sociaux les plus durs qu’on ait connus. La détestation de ce corps de police s’est installée, dans des milieux ouvriers, syndicaux, militants. » »

#### Condamnations pour utilisation du slogan
Le slogan continue d'être scandé, et donne parfois lieu à des condamnations.
En 2011, deux personnes sont condamnées pour avoir manifesté avec une banderole « CRS SS » lors d'une manifestation contre la réforme des retraites
En 2016, un délégué CGT est condamné pour avoir insulté le premier ministre Manuel Valls et scandé « CRS SS »
En 2019, une personne est condamnée pour les mêmes raisons lors de la crise des Gilets jaunes.